# Rock On (canción)
«Rock On» es una canción de la banda islandesa de Rap Quarashi
Esta es la segunda vez que la banda se reúne después de su separación en 2005. La canción marca el regreso de quarashi después de su concierto en Bestu Útihátíðinni en 2011 y es su primera canción es 10 años.
El coro de la canción es una frase que aparece en la canción "Mess it up" "I Guess it's time for me to rock on" (que podría traducirse como creo que es hora para mi de rockear)

## Videoclip
El vídeo de la canción presenta lo que es un viaje a través de la nostalgia de Quarashi de los años 90. En el aparecen Sölvi Blöndal, steini y tiny caminando y cantando la canción, además de varias personas con camisetas de Kurt Cobain Y Nirvana, walkmans y discos de músicos de esa época; mostrando una clara referencia hacia aquellos años, Incluso la canción esta hecha al estilo del Rap de los años 90
- Datos: Q20016199